# 本田榮二
本田 榮二（ほんだ えいじ、1944年(昭和19年) - 2024年(令和6年)11月4日）は、日本のインテリア評論家。インテリア文化研究所代表。

## 略歴
東洋リノリューム(現在の東リ株式会社)で25年間にわたって床材、カーペット、壁紙など内装材の商品開発に携わると共に、比較インテリア史とインテリア環境問題をライフワークとして研究している。2004年にインテリア文化研究所を設立し、インテリア評論家として活動を開始。インテリアに関するセミナー活動および執筆を主に活躍している。

明治17年竣工の箱根離宮に使われた、日本に現存するものでは最古の金唐革紙を発見(1997年)や、金箔跡が残る日本最古の木製カーテンレールの発見（2002年）など、インテリアに関するフィールドワークも勢力的に行っている。
また、世界最大のインテリア見本市ハイムテキスタイルに25年間連続訪問した実績から、2013年の同見本市には、主催者のメッセ・フランクフルトから正式招待を受けている。

## 連載
- 1996年4月 - 「壁紙紀行」、壁装新聞、壁装研究会出版局
- 2005年1月 - 「インテリア閑話」、インテリアビジネスニュース紙、インテリア情報企画社
- 2006年1月 - 「インテリア解体新書」、日装連新聞、日本室内装飾事業協同組合
- 2006年1月 - 「インテリアの歴史」、CUBU、東リ株式会社
- 2014年3月 - 「考察 襖と文化」、全表連新聞、全国表具経師内装組合連合会
- 2005年4月 - 2005年12月 「トータルインテリアへの道」、寝装リビングタイムス紙、日本寝装新聞社
- 2004年6月 - 2004年12月 「インテリア学習帳カーペット編」、建築知識、エクスナレッジ
- 2002年11月 - 2003年3月 「壁紙閑話」、インテリアビジネスニュース紙、インテリア情報企画社
- 2001年8月 - 2003年2月 「インテリア紀行」、インテリアタイムス紙、インテリアタイムス社
- 1999年10月 - 2002年12月 「壁紙解体新書」、壁装新聞、壁装研究会出版局

## 著書
- 『インテリアの話』 五曜書房、2006年、ISBN 9784434087141
- 『日本インテリア紀行』 五曜書房、2007年、ISBN  9784434114717
- 『図解入門業界研究 最新インテリア業界の動向とカラクリがよーくわかる本』 秀和システム、2010年、ISBN  9784798025933
- 『図解入門業界研究 最新 住宅リフォーム業界の動向とカラクリがよーくわかる本』 秀和システム、2010年、ISBN  9784798028132
- 『ビジュアル解説 インテリアの歴史』 秀和システム、2011年、ISBN 9784798031538
- 『図解入門業界研究 最新インテリア業界の動向とカラクリがよーくわかる本［第2版］』 秀和システム、2013年、ISBN  9784798037752

## 新聞・雑誌掲載論文
- 1984年10月、『タイルカーペットの現状と動勢』、「暮らしの装飾」、暮らしの装飾社
- 1987年4月、『床材の帯電防止とメンテナンス』、「設備と管理」、オーム社
- 1990年1月、『床材25年変遷論』、「東装協30周年記念」、東京室内装飾組合
- 1996年4月、『壁紙と環境・安全問題』、「インテリアタイムス」、インテリアタイムス社
- 1996年4月、『欧州と日本のインテリア文化』、「壁装新聞」、壁装研究会出版局
- 1996年8月、『壁紙と室内空気汚染』、「インテリアタイムス」、インテリアタイムス社
- 1996年8月、『ISMガイドラインの意義と役割』、「WEBジャーナル」、WEBジャーナル社
- 1997年3月、『人と地球に優しいという意味』、「インテリアタイムス」、インテリアタイムス社
- 1997年5月、『ドイツに学ぶインテリア環境問題』、「ゆかマンスリー」、インテリアタイムス社
- 1997年7月、『RAL基準の歴史と概要』、「インテリアタイムス」、インテリアタイムス社
- 1997年8月、『安全品質と環境保全を考える』、「インテリアタイムス」、インテリアタイムス社
- 1997年9月、『幻の金唐革紙』、「日本建材時報」、日本建築材料協会
- 1997年10月、『箱根離宮の金唐革紙』、「インテリアタイムス」、インテリアタイムス社
- 1997年12月、『金唐革と金唐革紙』、「パル・ワコア」、壁装材料協会
- 1998年4月、『室内汚染の現状と対応策』、「ザ・ライフクリエーター」、インテリア産業協会
- 1998年10月、『インテリアと環境保全』、「インテリアタイムス」、インテリアタイムス社
- 1999年2月、『21世紀の住まい』、「週間住宅情報」、リクルート
- 1999年8月、『定義が曖昧な環境対応壁紙』、「インテリアタイムス」、インテリアタイムス社
- 1999年8月、『見本帳に求められる環境配慮』、「インテリアタイムス」、インテリアタイムス社
- 1999年9月、『塩ビ壁紙のリサイクル技術』、「インテリアタイムス」、インテリアタイムス社
- 1999年10月、『ケナフを解剖する』、「壁装新聞」、壁装研究会出版局
- 1999年11月、『珪藻土を解剖する、壁装新聞、壁装研究会出版局
- 1999年12月、『和紙を解剖する、壁装新聞、壁装研究会出版局
- 2000年1月、『塩ビ壁紙リサイクルの背景を解剖、壁装新聞、壁装研究会出版局
- 2000年2月、『リサイクルを解剖する』、「壁装新聞」、壁装研究会出版局
- 2000年3月、『ペンキ下地壁紙を解剖する』、「壁装新聞」、壁装研究会出版局
- 2000年4月、『無機質壁紙を解剖する』、「壁装新聞」、壁装研究会出版局
- 2000年5月、『ドイツ壁紙市場を解剖する』、「壁装新聞」、壁装研究会出版局
- 2000年6月、『フェルメールの壁装材を解剖する』、「壁装新聞」、壁装研究会出版局
- 2000年7月、『ドイツでオレフィン壁紙激減の背景解剖』、「壁装新聞」、壁装研究会出版局
- 2000年8月、『壁紙の印刷インクを解剖する』、「壁装新聞」、壁装研究会出版局
- 2000年9月、『世界最古の壁紙ケンブリッジ・フラグメント』、「壁装新聞」、壁装研究会出版局
- 2000年10月、『日本最古の箱根離宮の金唐革紙を解剖する』、「壁装新聞」、壁装研究会出版局
- 2000年10月、『安全品質基準の原点・RAL基準を解剖する』、「壁装新聞」、壁装研究会出版局
- 2000年11月、『可塑剤を解剖する パート1』、「壁装新聞」、壁装研究会出版局
- 2001年1月、『可塑剤を解剖する パート2』、「壁装新聞」、壁装研究会出版局
- 2001年2月、『ホルムアルデヒドを解剖する パート1』、「壁装新聞」、壁装研究会出版局
- 2001年3月、『ホルムアルデヒドを解剖する パート2』、「壁装新聞」、壁装研究会出版局
- 2001年4月、『ホルムアルデヒドを解剖する パート3』、「壁装新聞」、壁装研究会出版局
- 2001年5月、『ホルムアルデヒドを解剖する パート4』、「壁装新聞」、壁装研究会出版局
- 2001年6月、『汚れ防止壁紙を解剖する パート1』、「壁装新聞」、壁装研究会出版局
- 2001年7月、『汚れ防止壁紙を解剖する パート2』、「壁装新聞」、壁装研究会出版局
- 2001年9月、『表面強化壁紙を解剖する』、「壁装新聞」、壁装研究会出版局
- 2001年10月、『防カビ壁紙を解剖する パート1』、「壁装新聞」、壁装研究会出版局
- 2001年11月、『防カビ壁紙を解剖する パート2』、「壁装新聞」、壁装研究会出版局
- 2001年12月、『防カビ壁紙を解剖する パート3』、「壁装新聞」、壁装研究会出版局
- 2002年1月、『防カビ壁紙を解剖する パート4』、「壁装新聞」、壁装研究会出版局
- 2002年2月、『ハイムテキスタイル2002を解剖する』、「壁装新聞」、壁装研究会出版局
- 2002年3月、『オレフィン樹脂を解剖する 前編』、「壁装新聞」、壁装研究会出版局
- 2002年4月、『オレフィン樹脂を解剖する 後編』、「壁装新聞」、壁装研究会出版局
- 2002年5月、『壁紙安全品質基準を解剖する』、「壁装新聞」、壁装研究会出版局
- 2002年6月、『壁紙安全品質基準の専門用語 パート1』、「壁装新聞」、壁装研究会出版局
- 2002年7月、『壁紙安全品質基準の専門用語 パート2』、「壁装新聞」、壁装研究会出版局
- 2002年8月、『壁紙安全品質基準の専門用語 パート3』、「壁装新聞」、壁装研究会出版局
- 2002年8月、『大きく動く室内空気環境対策』、「EMネットワークvol.6」、EMネットワーク
- 2002年8月、『気候と風土』、「インテリアタイムス」、インテリアタイムス社
- 2002年9月、『酸化チタン光触媒壁紙を解剖する パート1』、「壁装新聞」、壁装研究会出版局
- 2002年9月、『架構式と組積式』、「インテリアタイムス」、インテリアタイムス社
- 2002年10月、『酸化チタン光触媒壁紙を解剖する パート2』、「壁装新聞」、壁装研究会出版局
- 2002年10月、『古代四大文明と建築・インテリア』、「インテリアタイムス」、インテリアタイムス社
- 2002年11月、『月桃紙を解剖する』、「壁装新聞」、壁装研究会出版局
- 2002年11月、『エジプト文明と建築・インテリア』、「インテリアタイムス」、インテリアタイムス社
- 2002年12月、『非木材紙を解剖する』、「壁装新聞」、壁装研究会出版局
- 2002年12月、『インダス文明と建築・インテリア』、「インテリアタイムス」、インテリアタイムス社
- 2003年1月、『平成15年はノンホルムアルデヒド元年 前篇』、「壁装新聞」、壁装研究会出版局
- 2003年1月、『インテリア業界最大の課題はホルムアルデヒド対策』、「インテリアタイムス」、インテリアタイムス社
- 2003年1月、『中国文明と建築・インテリア』、「インテリアタイムス」、インテリアタイムス社
- 2003年2月、『ハイムテキスタイル2003 壁紙編』、「壁装新聞」、壁装研究会出版局
- 2003年2月、『平成15年はノンホルムアルデヒド元年 後編』、「壁装新聞」、壁装研究会出版局
- 2003年2月、『中国文明と絹文化』、「インテリアタイムス」、インテリアタイムス社
- 2003年3月、『リノリウム物語 パート1』、「壁装新聞」、壁装研究会出版局
- 2003年3月、『ケンブリッジと世界最古の壁紙』、「インテリアタイムス」、インテリアタイムス社
- 2003年3月、『平成15年はノンホルムアルデヒド元年』、「ゆかマンスリー」、インテリアタイムス社
- 2003年4月、『リノリウム物語 パート2』、「壁装新聞」、壁装研究会出版局
- 2003年4月、『世界最古のパジリク絨毯と羊毛文化』、「インテリアタイムス」、インテリアタイムス社
- 2003年5月、『リノリウム物語 パート3』、「壁装新聞」、壁装研究会出版局
- 2003年6月、『ナポレオンとシックハウス症候群』、「壁装新聞」、壁装研究会出版局
- 2003年7月、『壁紙業界崩壊の危機』、「壁装新聞」、壁装研究会出版局
- 2003年8月、『入江長八と漆喰芸術 パート1』、「壁装新聞」、壁装研究会出版局
- 2003年9月、『入江長八と漆喰芸術 パート2』、「壁装新聞」、壁装研究会出版局
- 2003年10月、『古代四大文明と壁装材 パート1』、「壁装新聞」、壁装研究会出版局
- 2003年11月、『古代四大文明と壁装材 パート2』、「壁装新聞」、壁装研究会出版局
- 2003年11月、『仕上げに関するなぜ？ なに？』、「建築知識」、エクスナレッジ
- 2003年12月、『インダス文明は綿の文化』、「壁装新聞」、壁装研究会出版局
- 2004年1月、『リノリウムとコルクタイル』、「建築知識」、エクスナレッジ
- 2004年1月、『ステンドグラス物語 パート1』、「壁装新聞」、壁装研究会出版局
- 2004年2月、『ステンドグラス物語 パート2』、「壁装新聞」、壁装研究会出版局
- 2004年2月、『ハイムテキスタイル2003 壁紙編』、「壁装新聞」、壁装研究会出版局
- 2004年4月、『高分子床材の原点としてのリノリウム』、「ゆかマンスリー」、インテリアタイムス社
- 2004年11月、『コルク系床材の過去・現在・未来』、「ゆかマンスリー」、インテリアタイムス社
- 2005年1月、『ホルムアルデヒドと環境問題』、「インテリアタイムス」、インテリアタイムス社
- 2005年2月、『ハイムテキスタイル2005 壁紙編』、「壁装新聞」、壁装研究会出版局
- 2005年3月、『ハイムテキスタイル2005 全体編』、「インテリアタイムス」、インテリアタイムス社
- 2005年3月、『ドモテックス2005 報告と分析』、「ゆかマンスリー」、インテリアタイムス社
- 2005年4月、『インテリア環境問題の本質と課題』、「インテリアタイムス」、インテリアタイムス社
- 2005年5月、『カーテンとホルムアルデヒド』、「インテリア・ビジネスニュース」、インテリア情報企画
- 2005年8月、『16世紀に登場するカーテンへ至る道』、「インテリア・ビジネスニュース」、インテリア情報企画
- 2005年11月、『モダンデザインを再び・粟辻博論』、「インテリア＆アーキテクチャー」、エクスナレッジ
- 2006年2月、『ハイムテキスタイル2006 壁紙編』、「壁装新聞」、壁装研究会出版局
- 2006年2月、『ハイムテキスタイル2006 寝装編』、「寝装リビング・タイムス」、日本寝装新聞
- 2006年2月、『ハイムテキスタイル2006 カーテン編』、「インテリアタイムス」、インテリアタイムス社
- 2006年2月、『ハイムテキスタイル2006 視察レポート』、「インテリア・ビジネスニュース」、インテリア情報企画
- 2006年3月、『ハイムテキスタイル2006 全体編、インテリアタイムス、インテリアタイムス社
- 2006年4月、『壁紙の歴史と革新、インテリアタイムス、インテリアタイムス社
- 2007年2月、『ハイムテキスタイル2007 視察レポート、インテリア・ビジネスニュース、インテリア情報企画
- 2008年2月、『ハイムテキスタイル2008 視察レポート』、「インテリア・ビジネスニュース」、インテリア情報企画
- 2009年2月、『ハイムテキスタイル2009 視察レポート、インテリア・ビジネスニュース、インテリア情報企画
- 2009年2月、『ドモテックス2009 視察レポート』、「インテリア・ビジネスニュース」、インテリア情報企画
- 2009年3月、『ドモテックス2009 見学記』、「じゅうたん会議」、日本手織絨毯研究会
- 2009年7月、『インテリア市場の近未来と生き残り策』、「インテリアタイムス」、インテリアタイムス社
- 2009年10月、『世界のインテリア文化』、「東装協50年記念誌」、東京室内装飾協同組合
- 2010年2月、『ハイムテキスタイル2010 視察レポート』、「インテリア・ビジネスニュース」、インテリア情報企画
- 2011年2月、『ハイムテキスタイル2011 視察レポート』、「インテリア・ビジネスニュース」、インテリア情報企画
- 2011年2月、『ドモテックス2011 視察レポート』、「インテリア・ビジネスニュース」、インテリア情報企画
- 2011年2月、『ハイムテキスタイル2011 視察レポート』、「壁装新聞」、壁装研究会出版局
- 2011年2月、『ハイムテキスタイル2011 視察レポート』、「日装連新聞」、日本室内装飾事業協同組合連合会
- 2011年3月、『ドモテックス2011 視察レポート』、「日装連新聞」、日本室内装飾事業協同組合連合会
- 2012年2月、『ハイムテキスタイル2012 視察レポート』、「インテリア・ビジネスニュース」、インテリア情報企画
- 2012年2月、『ドモテックス2012 視察レポート』、「インテリア・ビジネスニュース」、インテリア情報企画
- 2012年2月、『ハイムテキスタイル2012 視察レポート』、「壁装新聞」、壁装研究会出版局
- 2012年2月、『ハイムテキスタイル2012 視察レポート』、「日装連新聞」、日本室内装飾事業協同組合連合会
- 2012年3月、『ドモテックス2012 視察レポート』、「日装連新聞」、日本室内装飾事業協同組合連合会
- 2012年3月、『ドモテックス2012 視察レポート』、「インテリア・ビジネスニュース」、インテリア情報企画
- 2013年2月、『ハイムテキスタイル2013 視察レポート』、「インテリア・ビジネスニュース」、インテリア情報企画
- 2013年2月、『ドモテックス2013 視察レポート』、「インテリア・ビジネスニュース」、インテリア情報企画
- 2013年2月、『ハイムテキスタイル2013 視察レポート』、「壁装新聞」、壁装研究会出版局
- 2013年2月、『ハイムテキスタイル2013 視察レポート』、「日装連新聞」、日本室内装飾事業協同組合連合会
- 2013年3月、『ドモテックス2013 視察レポート』、「日装連新聞」、日本室内装飾事業協同組合連合会
- 2014年2月、『ハイムテキスタイル2014 視察レポート』、「インテリア・ビジネスニュース」、インテリア情報企画
- 2014年2月、『ドモテックス2014 視察レポート』、「インテリア・ビジネスニュース」、インテリア情報企画
- 2014年2月、『ハイムテキスタイル2014 視察レポート』、「壁装新聞」、壁装研究会出版局
- 2014年2月、『ハイムテキスタイル2014 視察レポート』、「日装連新聞」、日本室内装飾事業協同組合連合会　日装連
- 2014年3月、『ドモテックス2014 視察レポート』、「日装連新聞」、日本室内装飾事業協同組合連合会